# Ungfinnarna
Ungfinnarna (finska: Nuorsuomalaiset) var ett politiskt parti i Finland. Partiet bildades 1994 och var representerat i riksdagen 1995–96. Partiet ansåg sig återuppta ett liberalt arv från Ungfinska partiet. Partiet var starkt nyliberalt orienterat och förespråkade en liten stat. I stället för dagens olika bidragssystem förordade de ett system med en mycket låg basinkomst. Partiet upplöstes 1999.
Partiet infördes i partiregistret 16 december 1994 som Nuorsuomalainen Puolue r.p. vilket ändrades 25 november 1997 till Nuorsuomalaiset r.p.. Partiet avfördes ur partiregistret på egen begäran 9 juni 1999.